# Deutsche Grammophon
Deutsche Grammophon er et tysk pladeselskab som blev grundlagt i 1898 i Hannover af Emil Berliner. Selskabet er i dag særligt kendt for sine udgivelser af klassisk musik. 
I 1924 grundlagde Deutsche Grammophon pladeselskabet Polydor. I 1941 blev selskabet overtaget af Siemens & Halske AG. I 1962 stiftede Deutsche Grammophon sammen med Philips Records et joint venture under navnet Phonogram, som i 1972 blev til PolyGram. I dag er Deutsche Grammophon en del af Universal Music. Udgivelserne er kendetegnet af den klare, gule farve som grafisk element både i logoet og på omslagene.

## Ekstern henvisning
- Wikimedia Commons har flere filer relateret til Deutsche Grammophon
- Deutsche Grammophons hjemmeside Arkiveret 23. februar 2011 hos  Wayback Machine

|  | Denne artikel er mærket geografiske koordinater mangler og der er defineret et hovedkvarter Pt. kan skabelonen, som sættes denne besked, ikke håndtere geografiske koordinater på et hovedkvarter. Men der arbejdes på sagen. Du kan hjælpe ved at indsætte koordinater i wikidata. |